# Suva FC
Suva FC is een Fijische voetbalclub uit Suva.
De club werd opgericht op 1908. De club speelt anno 2023 in de National Football League.

## Erelijst
| Nationaal                   |     |                                                                              |
| National Football League    | 4x  | 1996, 1997, 2014, 2020                                                       |
| Inter-District Championship | 13x | 1940, 1945, 1946, 1948, 1951, 1952, 1954, 1956, 1960, 1981, 1983, 2012, 2014 |
| Battle of the Giants        | 3x  | 1982, 1988, 1995                                                             |

## Bekende (oud-)spelers
- Petero Daunisaka
- Thomas Esaeli
- Laisiasa Gataurua
- Ratu Inosi Vatucicila